# Destutia excelsa
Destutia excelsa är en fjärilsart som beskrevs av John Kern Strecker 1863. Destutia excelsa ingår i släktet Destutia och familjen mätare. Inga underarter finns listade i Catalogue of Life.